# Mandal (Norvegia)
Mandal este o comună din provincia Vest-Agder, Norvegia.
Are o suprafață de 222,82738714357 km². Populația este de 15.529 locuitori, determinată în 1 ianuarie 2016, prin recensământ.